# Julien Vanden Haesevelde
Julien Vanden Haesevelde (Schorisse, 24 augustus 1943 – Oudenaarde, 21 januari 2019) was een Belgisch veldrijder.

## Medailles en erkenning van de wereldtitel
Julien Vanden Haesevelde was actief van 1967 tot 1979. Bij de beroepsrenners behaalde Vanden Haesevelde vijftien overwinningen, alsook een zilveren medaille (1969) en bronzen medaille (1973) op het kampioenschap van België. Bij de toenmalige liefhebbers behaalde hij eerder in 1967 eveneens een zilveren medaille op het wereldkampioenschap te Zürich achter Michel Pelchat. Dat was het eerste wereldkampioenschap veldrijden voor Internationale liefhebbers dat apart van de beroepsrenners werd gereden.
Later kwam uit dat deze zilveren medaille een gouden had moeten zijn. De Fransman Michel Pelchat was een gewezen profrenner. Volgens het reglement mochten profrenners niet meer terugkeren naar de amateurs. Maar dit werd door de Fransen weggewimpeld met het feit dat Michel Pelchat amateur sénior was of onafhankelijke. Een categorie tussen amateur en beroepsrenner die in België door de KBWB in 1911 in het leven werd geroepen. De Franse wielerbond FFC hanteerde hierbij andere selectienormen. Dus was Julien eigenlijk de 1e Internationale Liefhebber in die wedstrijd en rechtmatig wereldkampioen bij de liefhebbers in 1967.
Dit werd 35 jaar na de feiten rechtgezet. Nadat zijn schoonzoon Geert Lories uitgebreid opzoekingswerk had verricht, en ze een klacht per brief ingediend hadden bij de KBWB. Deze met bewijzen uit het VUM archief, waar de overwinning ook als omstreden werd beschreven. De KBWB had de klacht als ontvankelijk verklaard en alsnog bevestigd dat Julien de titel had verdiend. Julien verklaarde ook nog dat hij toen geen klacht ingediend had uit vrees voor represailles.

## Voornaamste uitslagen
1967
- 1e in Wereldkampioenschap, Cyclocross, Liefhebbers, Zürich (Zürich), Zwitserland[2]
- 5e in Nationaal Kampioenschap, Cyclocross, Elite, België, Zolder (Limburg), België
- 1e in Sint-Martens-Latem, Cyclocross, Sint-Martens-Latem (Oost-Vlaanderen), België
- 1e in Edelare Oudenaarde, (Oudenaarde, Cyclocross), Oudenaarde (Oost-Vlaanderen), België
- 1e in Oostakker, Cyclocross, Oostakker (Oost-Vlaanderen), België
- 1e in Hooglede, Cyclocross, Hooglede (West-Vlaanderen), België
- 1e in Ename-Oudenaarde, (Oudenaarde, Cyclocross (b)), Oudenaarde (Oost-Vlaanderen), België
- 1e in Knesselare, Cyclocross, Knesselare (Oost-Vlaanderen), België

1968
- 1e in Aalter, Cyclocross, Aalter (Oost-Vlaanderen), België
- 1e in Ereprijs Albert Van Damme, (Laarne, Cyclocross), Laarne (Oost-Vlaanderen), België
- 1e in Zarren-Werken, (Zarren, Cyclocross), Zarren (West-Vlaanderen), België
- 1e in Ename-Oudenaarde, (Oudenaarde, Cyclocross (b)), Oudenaarde (Oost-Vlaanderen), België
- 1e in Zaffelare, Cyclocross, Zaffelare (Oost-Vlaanderen), België
- 1e in Onkerzele, Cyclocross, Onkerzele (Oost-Vlaanderen), België
- 1e in Mater, Cyclocross, Mater (Oost-Vlaanderen), België
- 1e in Sint-Martens-Lierde, Cyclocross, Sint-Martens-Lierde (Oost-Vlaanderen), België
- 1e in Deftinge, Cyclocross, Deftinge (Oost-Vlaanderen), België
- 1e in Kachtem, Cyclocross, Kachtem (West-Vlaanderen), België

1969
- 2e in Nationaal Kampioenschap, Cyclocross, Elite, België, Ruien (Oost-Vlaanderen), België
- 1e in Knesselare, Cyclocross, Knesselare (Oost-Vlaanderen), België
- 1e in Deftinge, Cyclocross, Deftinge (Oost-Vlaanderen), België
- 1e in Ename-Oudenaarde, (Oudenaarde, Cyclocross (b)), Oudenaarde (Oost-Vlaanderen), België
- 1e in Zaffelare, Cyclocross, Zaffelare (Oost-Vlaanderen), België
- 1e in Mater, Cyclocross, Mater (Oost-Vlaanderen), België
- 1e in Oude Bareel, (Sint-Amandsberg, Cyclocross), Sint-Amandsberg (Oost-Vlaanderen), België
- 1e in Oostende, (Mariakerke, Cyclocross, Cat. B), Mariakerke (Oost-Vlaanderen), België
- 1e in Mariekerke, Cyclocross, Mariekerke (Antwerpen), België

1970
- 6e in Wereldkampioenschap, Cyclocross, Elite, Zolder (Limburg),
- 1e in Deftinge, Cyclocross, Deftinge (Oost-Vlaanderen), België
- 1e in Zaffelare, Cyclocross, Zaffelare (Oost-Vlaanderen), België
- 1e in Onkerzele, Cyclocross, Onkerzele (Oost-Vlaanderen), België
- 1e in Jette, Cyclocross, Jette (Brussels Hoofdstedelijk Gewest), België
- 1e in Mariekerke, Cyclocross, Mariekerke (Antwerpen), België

1971
- 1e in Berchem-Oudenaarde, (Oudenaarde, Cyclocross (a)), Oudenaarde (Oost-Vlaanderen), België
- 1e in Oordegem, Cyclocross, Oordegem (Oost-Vlaanderen), België
- 1e in Waasmunster, Cyclocross, Waasmunster (Oost-Vlaanderen), België
- 1e in Sint-Martens-Lierde, Cyclocross, Sint-Martens-Lierde (Oost-Vlaanderen), België
- 6e in Wereldkampioenschap, Cyclocross, Elite, Apeldoorn (Gelderland), Nederland

1972
- 1e in Zillebeke, Cyclocross, Zillebeke (West-Vlaanderen), België
- 1e in Oostakker, Cyclocross, Oostakker (Oost-Vlaanderen), België
- 1e in Oostakker, Cyclocross, Amateurs, Oostakker (Oost-Vlaanderen), België
- 1e in Massemen, Cyclocross, Massemen (Oost-Vlaanderen), België
- 1e in Deftinge, Cyclocross, Deftinge (Oost-Vlaanderen), België
- 1e in Berencross, (Meulebeke, Cyclocross), Meulebeke (West-Vlaanderen), België
- 1e in Dworp, Cyclocross, Dworp (Brabant), België
- 1e in Dikkelvenne, Cyclocross, Dikkelvenne (Oost-Vlaanderen), België

1973
- 3e in Nationaal Kampioenschap, Cyclocross, Elite, België, Sint-Maria-Horebeke (Oost-Vlaanderen), België
- 1e in Arechavaleta, (Aretxabaleta, Cyclocross), Aretxabaleta (Pais Vasco), Spanje
- 2e in Lyon, Cyclocross, Lyon (Rhone-Alpes), Frankrijk
- 3e in Wambrechies, (Wambrechies, Cyclocross), Wambrechies (Nord-Pas-de-Calais), Frankrijk

1974
- 1e in Pasajes, Cyclocross, Pasajes (Pais Vasco), Spanje

1975
- 1e in Bavikhove, Cyclocross, Bavikhove (West-Vlaanderen), België
- 1e in Wemmel, Cyclocross, Wemmel (Brabant), België

1976
- 1e in Ibarra, Cyclocross, Ibarra (Pais Vasco), Spanje
- 1e in Smetlede, Cyclocross, Smetlede (Oost-Vlaanderen), België
- 1e in Oostkamp, Cyclocross, Oostkamp (West-Vlaanderen), België

 1977
- 1e in Langemark, Cyclocross, Langemark (West-Vlaanderen), België

Berckmans ·
De Bisschop ·
De Clerck ·
De Vlaeminck ·
Dubois ·
Ebo ·
F. van Katwijk ·
J. van Katwijk ·
Leman ·
Libouton ·
Scheers ·
Van De Vijver · 
Van Der Flaes ·
Van Der Stappen ·
Vanden Haesevelde ·
Verhaegen